# 藤三
株式会社藤三（ふじさん）は、広島県呉市に本社を置くスーパーマーケットを運営する企業。
食品スーパーの「藤三」及びディスカウントスーパー「ビッグハウス」ブランドで、呉市を中心に東広島市、江田島市、安芸郡熊野町、竹原市、広島市、廿日市市、三次市、安芸高田市に25店舗を展開する。
CGCグルーブ（中国CGC）の一員であり、CoGca（ポイントカード及び電子マネー）を導入している。
なお、名称が似ており、2003年に経営破綻した藤三商会（京都市下京区）とは全く関係がない。

## 歴史
- 1904年（明治37年）- 呉市で海産乾物問屋業、青果卸売業として開業[3]。
- 1947年（昭和22年）- 小売店開始。
- 1950年（昭和25年）-  藤三食品株式会社設立[5]。
- 1959年（昭和34年）- 藤三広店オープン（スーパーマーケット創業）。
- 1962年（昭和37年）-  藤三呉店オープン。
- 1972年（昭和47年）3月 - 仁方店オープン。
- 1973年（昭和48年）- 藤三（旧）焼山店オープン。
- 1974年（昭和49年）- 藤三（旧） 阿賀店オープン。
- 1975年（昭和50年） - 藤三川尻店オープン。
- 1976年（昭和51年）-  藤三安芸津店オープン。
- 1978年（昭和53年）4月 - 広ショッピングデパートオープン。
- 1979年（昭和54年）- シージーシー中国に加盟。
- 1985年（昭和60年) -「藤三社歌」を公募し決定。
- 1990年（平成2年）2月 - スーパーマーケット協会広島県チェッカーコンテスト団体優勝、個人は消費者協会会長賞受賞。
- 1991年（平成3年）- 社名を株式会社藤三に変更。
- 1996年（平成8年）- ニチイ広店が広サティに、これに伴い前述の広ショッピングデパートが藤三・SATYになる。
- 1999年（平成11年）- 広ショッピングデパートにホームセンターナフコが加わる。
- 2004年（平成16年）- 創業100周年。
- 2017年（平成29年）- 藤三向洋店オープン。

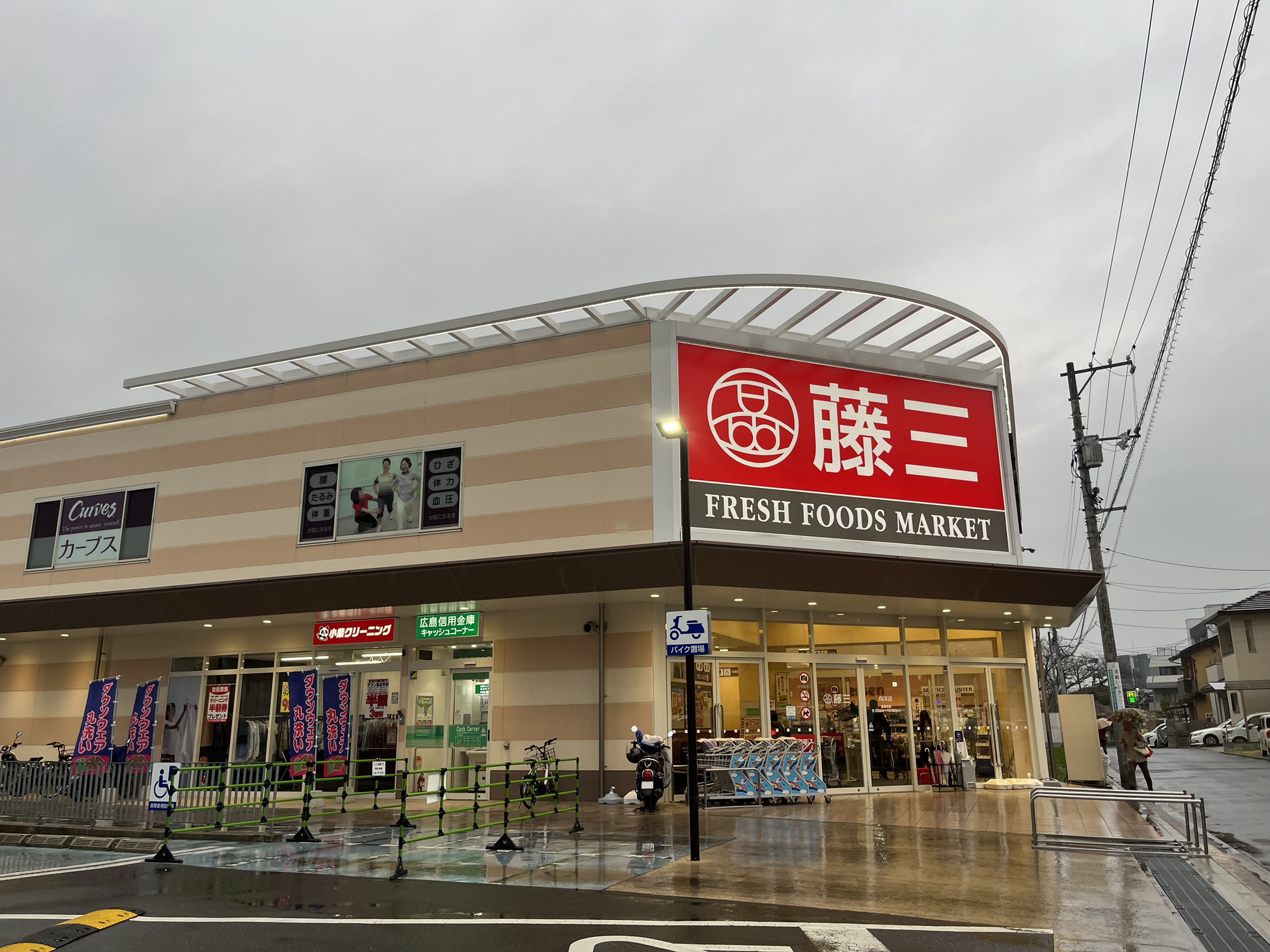
藤三向洋店（広島市南区東青崎町、2023年3月）